# Morolo
Morolo là một đô thị ở tỉnh Frosinone trong vùng Lazio, có vị trí cách khoảng 70 km về phía đông nam của Roma và khoảng 12 km về phía tây của Frosinone. Tại thời điểm ngày 31 tháng 12 năm 2004, đô thị này có dân số 3.145 người và diện tích là 26,5 km².
Morolo giáp các đô thị: Ferentino, Gorga, Sgurgola, Supino.

## Thành phố kết nghĩa
- Hosszúhetény, Hungary